# Ana Nuño
Ana Nuño López (Caracas, Venezuela, 29 de julio de 1957) es una poeta y periodista venezolana residente en España.
Fue una de las fundadoras en 2005 del partido Ciudadanos y su poesía ha sido incluida en diversas antologías y su obra ha sido traducida a diversos idiomas.

## Biografía
Es licenciada y doctorada en Filología inglesa por la universidad de la Sorbona. Ha desarrollado su actividad en tres frentes: la poesía, el periodismo y la política. Su poesía ha sido publicada en España e incluida en varias antologías. Ha publicado ensayos, artículos y reseñas críticas sobre literatura, política y cine, entre otros medios, en Vuelta (México); Syntaxis, Quimera, El Viejo Topo, La Vanguardia, Letras Libres (España); El Nacional y El Universal (Venezuela). Dirigió la revista de literatura Quimera (1997-2001). En 2004 fundó, la editorial Reverso Ediciones. En 2005 impulsó la formación de un nuevo partido político: Ciudadanos. Desde 1991 reside en Barcelona.

## Algunas obras publicadas
- Las voces encontradas. Málaga: Dador, 1989.
- Sextinario. Caracas: Tierra de Gracia, 1999; Barcelona: Plaza & Janés, 2002.
- Lezama Lima. Barcelona: Omega, 2001.